# 陸有京事件
陸有京事件是指發生在1972年9月24日，中華民國陸軍化學兵學校第一特種兵陸有京，於服役2年3個月期間，疑似因為受到軍中不當管教，逃出部隊並潛入臺北松山機場，鑽進一架國泰航空飛往日本東京的客機鼻輪架裡，於航班起飛後因為高空缺氧低溫而凍死，其遺體歸屬問題引發外交爭議，後來交還中華民國政府處理、並由時任中華民國總統蔣中正親自介入調查，但仍真相未明。為一起牽涉國際法的台灣軍中人權事件。

## 外部連結
- 中天《台灣大搜索》－陸有京事件 （页面存档备份，存于）